# The Hundred-Foot Journey
The Hundred-Foot Journey is een Amerikaanse film uit 2014 onder regie van Lasse Hallström. De film is gebaseerd op de gelijknamige roman van Richard C. Morais uit 2010.

## Verhaal
De familie Kaddam heeft een restaurant in Mumbai dat tijdens politieke rellen in het land door een brandbom vernietigd wordt en waarbij ook de moeder omkomt. De familie vlucht het land uit en vraagt politiek asiel aan in Londen. Omdat ze geen geschikte plaats vinden voor een restaurant trekken ze naar het Europese vasteland. Onderweg valt de auto in panne in Frankrijk in het dorpje Saint-Antonin-Noble-Val. Ze worden opgevangen door een jonge vrouw, Marguerite en besluiten in het dorp het verlaten restaurant te restaureren en om te vormen in een Indisch restaurant "Maison Mumbai". Dit restaurant bevindt zich rechtover het sterrenrestaurant "Le Saule Pleureur" waar Marguerite sous-chef is. De snobistische eigenares Madame Mallory doet er alles aan om het restaurant van de familie Kaddam te saboteren. Ze ontdekt ook het kooktalent van de zoon Hassan en kan hem overtuigen bij haar te komen koken. Omdat Hassan verliefd is geworden op Marguerite gaat hij op haar voorstel in en dankzij hem krijgt het restaurant van Madame Mallory een tweede Michelinster erbij. Hassan gaat als grote belofte naar Parijs, naar een ander restaurant waar hij uiteindelijk chef wordt en voor zijn derde Michelin ster kookt. Toch is hij niet tevreden, hij mist Marguerite en zijn familie en besluit terug te keren naar het kleine Franse dorpje. Hij krijgt de leiding over 'Le Saule Pleureur' en kan Marguerite ervan overtuigen samen met hem de leiding te nemen over het restaurant als zijn levenspartner.

## Rolverdeling
- Helen Mirren als Madame Mallory
- Om Puri als Papa
- Manish Dayal als Hassan
- Charlotte Le Bon als Marguerite
- Amit Shah als Mansur
- Farzana Dua Elahe als Mahira
- Dillon Mitra als Mukthar
- Michel Blanc als de burgemeester
- Shuna Lemoine als de vrouw van de burgemeester
- Clément Sibony als Jean-Pierre
- Juhi Chawla als Mama
- Rohan Chand als de jonge Hassan

## Productie
Op 3 juni 2013 werd de Zweedse regisseur Lasse Hällstrom door DreamWorks Pictures ingehuurd voor de verfilming van het boek van Richard C. Morais over twee rivaliserende restaurants in Frankrijk. Steven Spielberg, Oprah Winfrey en Juliet Blake produceerden de film, gebaseerd op het script van Steven Knight. Het filmen begon op 23 september 2013 in Zuid-Frankrijk in het dorp Saint-Antonin-Noble-Val. Na negen weken gingen de opnames door in Nederland en in het Cité du Cinéma studiocomplex in Saint-Denis ten noorden van Parijs. Manish Dayal en Charlotte Le Bon brachten ter voorbereiding heel wat tijd door in restaurants om te zien hoe het in de keukens verliep. Voor de gerechten in de film werd beroep gedaan op de in Indië geboren, chef Floyd Cardoz.